# Scopofilie
Scopofilie (van Oudgrieks skopein, 'kijken', en philein, 'liefhebben') is een term uit de psychiatrie die verwijst naar de lustgevoelens die worden opgewekt bij het zien van uitwendige geslachtsorganen. De term is geïntroduceerd door Sigmund Freud.

## Filmwetenschappen
Naast de psychiatrie heeft de term scopofilie binnen de filmwetenschappen veel aandacht en betekenis gekregen. In het donker van de bioscoop is de toeschouwer een voyeur die ongelimiteerd naar het witte doek kan kijken.. Met name Laura Mulvey heeft hier veel aandacht aanbesteed en daarbij een onderscheid gemaakt tussen de actieve en passieve kant van scopofilie en dat deze verdeeld is over de seksen. Hiervoor heeft zij de term male gaze ontwikkeld.